# Vattay Elemér
Vattay Elemér (Szolnok, 1931. március 26. – 2012. július 31.) fényképész, műgyűjtő.

## Élete
A Szépmíves Líceumban tanult fényképezni Sevcsik Jenőtől az 1940-es évek elején. 1951 és 1952 között a Színház- és Filmművészeti Főiskola filmrendező szakán tanult, azonban az első félév végén eltanácsolták, mivel a Mindszenty József bíborost elítélő körlevelet nem volt hajlandó aláírni. Ezután a Közúti Hídfenntartó Vállalatnál nyert alkalmazást mint fizikai munkás, segédmunkás, hegesztő, ezt követően pedig a Csepel Vas- és Fémművek műszaki fényképésze lett, elektronmikroszkópos fényképek készítésével foglalkozott. Számos hangfelvételt is készített olyan írókkal, akiket a szocialista kultúrpolitika elhallgattatott, emiatt több alkalommal is tartottak nála házkutatást. Mint műgyűjtő, főként a kortárs festmények, kéziratok, dedikált fotók, szobrok gyűjtésével foglalkozott, gyűjteményéről a Műgyűjtő 1973-as évfolyamában jelent meg írás. Kiállítási képeinek túlnyomó részét művészportrék és művész-enteriőrök alkotják. A gimnáziumban Latinovits Zoltán évfolyamtársa volt, róla halála előtt készített fotót. Barátság fűzte Kondor Bélához, Kassák Lajoshoz, Bálint Endréhez és Pilinszky Jánoshoz, egyik képet Pilinszkynek ajándékozta.

## Egyéni kiállítások
- 1979 • Nádasdy-vár, Sárvár
- 1993 • Kassák Múzeum, Budapest